# 도널드 트럼프 1기 행정부
도널드 트럼프 1기 행정부는 제45대 미국 대통령 도널드 트럼프가 이끌었던 미국의 행정부이다. 2016년 미국 대통령 선거에서 도널드 트럼프 공화당 대통령 후보가 승리하면서 2017년 1월 20일 정식 출범하였다.

## 행정부 구성원 명단
| 관직명              | 사진   | 이름                 | 재임 기간     | 비고                    |
| 행정부              | 행정부 | 행정부               | 행정부        | 행정부                  |
| ------------------- | ------ | -------------------- | ------------- | ----------------------- |
| 대통령              |        | 도널드 트럼프        | 2017년~2021년 | 트럼프 기업의 수장      |
| 부통령              |        | 마이크 펜스          | 2017년~2021년 | 미국 인디애나 주 주지사 |
| 국무부 장관         |        | 렉스 틸러슨          | 2017년~2018년 |                         |
| 국무부 장관         |        | 마이크 폼페이오      | 2018년~2021년 |                         |
| 재무부 장관         |        | 스티븐 므누신        | 2017년~2021년 |                         |
| 국방부 장관         |        | 제임스 매티스        | 2017년~2019년 |                         |
| 국방부 장관         |        | 패트릭 M. 섀너핸     | 2019년        |                         |
| 국방부 장관         |        | 마크 에스퍼          | 2019년~2020년 |                         |
| 법무부 장관         |        | 제프 세션스          | 2017년~2019년 |                         |
| 법무부 장관         |        | 윌리엄 바            | 2019년~2021년 |                         |
| 내무부 장관         |        | 라이언 징키          | 2017년~2019년 |                         |
| 내무부 장관         |        | 데이비드 베른하르트  | 2019년~2021년 |                         |
| 농무부 장관         |        | 소니 퍼듀            | 2017년~2021년 |                         |
| 상무부 장관         |        | 윌버 로스            | 2017년~2021년 |                         |
| 노동부 장관         |        | 알렉산더 아코스타    | 2017년~2019년 |                         |
| 노동부 장관         |        | 펫 피첼라            | 2019년        |                         |
| 노동부 장관         |        | 유진 스칼리아        | 2019년~2021년 |                         |
| 보건복지부 장관     |        | 톰 프라이스          | 2016년~       |                         |
| 주택도시개발부 장관 |        | 벤 카슨              | 2017년~2021년 |                         |
| 교통부 장관         |        | 일레인 차오          | 2017년~2021년 |                         |
| 에너지부 장관       |        | 릭 페리              | 2017년~2021년 |                         |
| 교육부 장관         |        | 베치 디보스          | 2017년~2021년 |                         |
| 보훈부 장관         |        | 데이비드 셜킨        | 2017년~2018년 |                         |
| 보훈부 장관         |        | 로버트 윌키          | 2018년~2021년 |                         |
| 국토안보부 장관     |        | 존 F. 켈리           | 2017년        |                         |
| 국토안보부 장관     |        | 커스틴 닐슨          | 2017년~2019년 |                         |
| 국토안보부 장관     |        | 케빈 맥아레난        | 2019년~2020년 |                         |
| 국토안보부 장관     |        | 채드 울프            | 2020년~2021년 |                         |
| 대통령실            |        |                      |               |                         |
| 대통령 비서실장     |        | 라인스 프리버스      | 2017년        |                         |
| 대통령 비서실장     |        | 존 F. 켈리           | 2017년~2019년 |                         |
| 대통령 비서실장     |        | 믹 멀베이니          | 2019년~2020년 |                         |
| 대통령 비서실장     |        | 마크 메도스          | 2020년~2021년 |                         |
| 환경보호국장        |        | 스콧 프루잇          | 2017년~2018년 |                         |
| 환경보호국장        |        | 앤드류 휠러          | 2018년~2021년 |                         |
| 행정관리예산국장    |        | 믹 멀베이니          | 2017년~2021년 |                         |
| 무역대표부 대표     |        | 로버트 라이트하이저  | 2017년~2021년 |                         |
| 유엔 주재 대사      |        | 니키 헤일리          | 2017년~2018년 |                         |
| 유엔 주재 대사      |        | 조너선 코언          | 2018년~2020년 |                         |
| 유엔 주재 대사      |        | 켈리 나이트 크래프트 | 2020년~2021년 |                         |

## 사법부
임기 중 닐 고서치, 브렛 캐버노, 에이미 코니 배럿, 커탄지 브라운 잭슨 등미국 연방 대법원의 4명의 종신 대법관을 임명하였다.

## 국내 문제
코로나바이러스감염증-19으로 인하여 미국 내 사망자가 급증하였다.

## 외교 문제
취임 직후 트럼프 대통령은 다양한 방면에서 외교 활동을 진행하였다. 우선 파리 협정을 탈퇴하고, 유네스코에서 이스라엘과 동반으로 탈퇴하였다. 도널드 트럼프 대통령은 미국 우선주의를 표방하며 우방국, 경쟁국 및 적국에 대해서 이를 적용할 것이라고 분명하게 밝혔다. 이는 동맹국인 한국 내 주둔하고 있는 주한 미군 비용 증대 및 한미 자유 무역 협정 개정으로 이어졌다. 그리고 미국 대통령 최초로 북한의 지도자인 김정은과 두 차례의 정상회담을 가졌다. 또한 미국의 잠재적 경쟁 국가로 인식되어온 중국에 있어서도 통상 분야에서 압박을 가하였다. 미중 패권 경쟁에서 미국과 중국 간 무역 불균형을 해소하기 위해서 보호무역주의에 기반하여 중국을 압박하기 시작하였다.
도널드 트럼프 1기 행정부는 제45대 미국 대통령 도널드 트럼프가 이끌었던 미국의 행정부이다. 2016년 미국 대통령 선거에서 도널드 트럼프 공화당 대통령 후보가 승리하면서 2017년 1월 20일 정식 출범하였다.

## 행정부 구성원 명단
| 관직명              | 사진   | 이름                 | 재임 기간     | 비고                    |
| 행정부              | 행정부 | 행정부               | 행정부        | 행정부                  |
| ------------------- | ------ | -------------------- | ------------- | ----------------------- |
| 대통령              |        | 도널드 트럼프        | 2017년~2021년 | 트럼프 기업의 수장      |
| 부통령              |        | 마이크 펜스          | 2017년~2021년 | 미국 인디애나 주 주지사 |
| 국무부 장관         |        | 렉스 틸러슨          | 2017년~2018년 |                         |
| 국무부 장관         |        | 마이크 폼페이오      | 2018년~2021년 |                         |
| 재무부 장관         |        | 스티븐 므누신        | 2017년~2021년 |                         |
| 국방부 장관         |        | 제임스 매티스        | 2017년~2019년 |                         |
| 국방부 장관         |        | 패트릭 M. 섀너핸     | 2019년        |                         |
| 국방부 장관         |        | 마크 에스퍼          | 2019년~2020년 |                         |
| 법무부 장관         |        | 제프 세션스          | 2017년~2019년 |                         |
| 법무부 장관         |        | 윌리엄 바            | 2019년~2021년 |                         |
| 내무부 장관         |        | 라이언 징키          | 2017년~2019년 |                         |
| 내무부 장관         |        | 데이비드 베른하르트  | 2019년~2021년 |                         |
| 농무부 장관         |        | 소니 퍼듀            | 2017년~2021년 |                         |
| 상무부 장관         |        | 윌버 로스            | 2017년~2021년 |                         |
| 노동부 장관         |        | 알렉산더 아코스타    | 2017년~2019년 |                         |
| 노동부 장관         |        | 펫 피첼라            | 2019년        |                         |
| 노동부 장관         |        | 유진 스칼리아        | 2019년~2021년 |                         |
| 보건복지부 장관     |        | 톰 프라이스          | 2016년~       |                         |
| 주택도시개발부 장관 |        | 벤 카슨              | 2017년~2021년 |                         |
| 교통부 장관         |        | 일레인 차오          | 2017년~2021년 |                         |
| 에너지부 장관       |        | 릭 페리              | 2017년~2021년 |                         |
| 교육부 장관         |        | 베치 디보스          | 2017년~2021년 |                         |
| 보훈부 장관         |        | 데이비드 셜킨        | 2017년~2018년 |                         |
| 보훈부 장관         |        | 로버트 윌키          | 2018년~2021년 |                         |
| 국토안보부 장관     |        | 존 F. 켈리           | 2017년        |                         |
| 국토안보부 장관     |        | 커스틴 닐슨          | 2017년~2019년 |                         |
| 국토안보부 장관     |        | 케빈 맥아레난        | 2019년~2020년 |                         |
| 국토안보부 장관     |        | 채드 울프            | 2020년~2021년 |                         |
| 대통령실            |        |                      |               |                         |
| 대통령 비서실장     |        | 라인스 프리버스      | 2017년        |                         |
| 대통령 비서실장     |        | 존 F. 켈리           | 2017년~2019년 |                         |
| 대통령 비서실장     |        | 믹 멀베이니          | 2019년~2020년 |                         |
| 대통령 비서실장     |        | 마크 메도스          | 2020년~2021년 |                         |
| 환경보호국장        |        | 스콧 프루잇          | 2017년~2018년 |                         |
| 환경보호국장        |        | 앤드류 휠러          | 2018년~2021년 |                         |
| 행정관리예산국장    |        | 믹 멀베이니          | 2017년~2021년 |                         |
| 무역대표부 대표     |        | 로버트 라이트하이저  | 2017년~2021년 |                         |
| 유엔 주재 대사      |        | 니키 헤일리          | 2017년~2018년 |                         |
| 유엔 주재 대사      |        | 조너선 코언          | 2018년~2020년 |                         |
| 유엔 주재 대사      |        | 켈리 나이트 크래프트 | 2020년~2021년 |                         |

## 사법부
임기 중 닐 고서치, 브렛 캐버노, 에이미 코니 배럿, 커탄지 브라운 잭슨 등미국 연방 대법원의 4명의 종신 대법관을 임명하였다.

## 국내 문제
코로나바이러스감염증-19으로 인하여 미국 내 사망자가 급증하였다.

## 외교 문제
취임 직후 트럼프 대통령은 다양한 방면에서 외교 활동을 진행하였다. 우선 파리 협정을 탈퇴하고, 유네스코에서 이스라엘과 동반으로 탈퇴하였다. 도널드 트럼프 대통령은 미국 우선주의를 표방하며 우방국, 경쟁국 및 적국에 대해서 이를 적용할 것이라고 분명하게 밝혔다. 이는 동맹국인 한국 내 주둔하고 있는 주한 미군 비용 증대 및 한미 자유 무역 협정 개정으로 이어졌다. 그리고 미국 대통령 최초로 북한의 지도자인 김정은과 두 차례의 정상회담을 가졌다. 또한 미국의 잠재적 경쟁 국가로 인식되어온 중국에 있어서도 통상 분야에서 압박을 가하였다. 미중 패권 경쟁에서 미국과 중국 간 무역 불균형을 해소하기 위해서 보호무역주의에 기반하여 중국을 압박하기 시작하였다.

## 성범죄 혐의

### 제프리 엡스타인
2025년 봄, 미국 법무장관 팸 본디는 도널드 트럼프 대통령에게 그의 이름이 제프리 엡스타인 관련 비공개 문서에 언급되었다고 알렸다. 이 보고는 FBI와 검찰이 2019년 사망한 에피스타인 사건을 재조사하는 과정에서 이루어진 것으로, 본디와 부장관 토드 블랑슈는 트럼프를 포함한 여러 고위 인사의 이름이 문서에 등장했다고 설명했지만, 추가 수사나 기소의 사안은 없다고 밝혔다. 트럼프는 에피스타인과 1990년대 초부터 친구 사이였으며, 2000년대 초 불화로 관계가 소원해졌고, 이후 마러라고 클럽에서 그를 추방했다고 주장해 왔다. 하지만 본디의 통보 사실을 트럼프는 공개적으로 부인했고, 관련 문서 일부는 민주당의 조작이라며 반박했다. 트럼프는 2024년 대선 때 에피스타인 관련 파일을 공개하겠다고 약속했으나, 2025년 7월 법무부와 FBI는 클라이언트 리스트는 존재하지 않으며 수사를 종결한다고 발표했고, 피해자 사생활 보호를 이유로 자료 공개를 거부하자 트럼프 지지층의 반발이 거세지며 정치적 내분으로 번지고 있다.

## 갤러리
- 취임 전 버락 오바마 대통령과 회담하는 트럼프 당선자 (2016년 11월 10일, 백악관)
- 제45대 미합중국 대통령 취임식 (2017년 1월 20일, 국회의사당)
- 데니스 뮐렌버그 보잉 최고경영자와 보잉 787 드림라이너 출시 행사에 참석한 트럼프 대통령 (2017년 2월 17일, 사우스캐롤라이나)

- 내각 기념 사진 (2017년 3월 13일, 백악관)
- NASA 전환승인허가법 S.422 서명 전 기자들과 (2017년 3월 21일, 백악관)
- 미국-멕시코-캐나다 협정 서명식 (2018년 11월 30일, 아르헨티나 부에노스 아이레스)

- 문재인 대통령과 (2017년 11월 7일, 청와대 상춘재)
- 한미 FTA 개정협정문에 서명하는 문 대통령과 트럼프 대통령 (2018년 9월 24일, 백악관)
- G20 회의에서시진핑 중국 국가주석과 (2018년 12월 1일, 아르헨티나 부에노스 아이레스)